# 俄国驻奉天领事馆
俄国驻奉天领事馆是二十世纪初俄罗斯帝国政府驻奉天府（今辽宁省沈阳市）的领事馆，其旧址位于辽宁省沈阳市和平区二纬路东端。

## 历史
1897年8月，中东铁路开始修建，随着铁路修到奉天，大量俄人涌入奉天。1901年，俄罗斯帝国在奉天府设立领事馆。设立之初，领馆寓居小西门外茂林馆，后又迁住海天春酒店。奉天开埠后，1907年7月，经与奉天日本领事馆协商，奉天俄国领事馆借东关喇嘛台为领馆用房。而后迁入奉天商埠地内的领馆区。1917年，俄国爆发十月革命，沙俄政权被推翻，苏维埃政权建立。由于沙俄政权已不复存在，北洋政府于1920 年 9 月停止了俄国驻奉天领事馆的领事待遇，俄国驻奉天领事馆大楼也于1920年10月正式关闭。领事馆房产移交奉天商埠局而后转租给美国驻奉天总领事馆。